# The Captains Close Up
The Captains Close Up schließt als Dokumentarreihe an die Dokumentation The Captains von 2011 an, in dem diverse Schauspieler porträtiert werden, die im Rahmen der verschiedenen Star-Trek-Serien die Rolle des Captains übernommen haben. Die fünf Folgen der Serie konzentrieren sich jeweils auf ein Interview des Schauspielers William Shatner mit einem anderen Schauspieler oder einer anderen Schauspielerin sowie diversen Wegbegleitern. Shatner fungierte zugleich als Regisseur der Serie. In Deutschland lief die Serie 2023 auf Tele 5 unter dem Namen „William Shatners The Captains Close Up“.

## Handlung
In fünf etwa 30-minütigen Folgen trifft William Shatner andere Schauspieler, die im Rahmen der verschiedenen Star-Trek-Serien die Rolle des Captains übernommen hatten, um mehr über ihre Biographie und ihre Erfahrungen und Erlebnisse als Teil eines weltweit verfolgten Franchises zu sprechen.
Episode 1 fokussiert auf William Shatner als Darsteller des Captains James T. Kirk in Raumschiff Enterprise. Dieser wird von Kate Mulgrew interviewt.
Episode 2 zeigt Shatner im Gespräch mit Sir Patrick Stewart der Captain Jean-Luc Picard in Raumschiff Enterprise: Das nächste Jahrhundert verkörperte.
Episode 3 zeigt Shatners Begegnung mit Avery Brooks, der in Star Trek: Deep Space Nine die Rolle des Captain Benjamin Sisko übernahm.
In Episode 4 interviewt Shatner Kate Mulgrew, die Captain Kathryn Janeway in Star Trek: Raumschiff Voyager darstellte.
In Episode 5 interviewt Shatner Scott Bakula, der in Star Trek: Enterprise Captain Jonathan Archer verkörperte.

## Entstehung
2011 drehte William Shatner die Dokumentation The Captains, in dem Shatner fünf Schauspieler interviewte, die – wie er – eine Hauptrolle als Captain in einer Serie des Star-Trek-Franchises übernommen hatten. Diese sprachen darin über ihr Leben und ihre Karriere vor, während und nach ihrer Rolle in Star Trek. Da Shatner der Auffassung war, dass es noch mehr zu sagen gäbe, wurde die Serie angeschlossen.

## Veröffentlichung
Die deutsche Online-Premiere erfolgte am 25. November 2022 auf Amazon Prime Video unter dem Titel „The Captains Close Up“. Im TV wurde die Serie erstmals am 3. April 2023 unter dem Titel „William Shatners The Captains Close Up“ auf Tele 5 ausgestrahlt.

## Rezeption
In der IMDB hat die Serie eine Bewertung von 7,3/10 (Stand: 7. April 2023).